# 三浦市立三崎小学校
三浦市立三崎小学校（みうらしりつ みさきしょうがっこう）とは、神奈川県三浦市三崎1丁目にある市立小学校。

## 沿革
出典
- 1872年（明治5年）5月15日 - 三崎郷学校として開校。
- 1873年（明治6年）4月 - 東岬学舎に改称。
- 1875年（明治8年）6月 - 東岬学校に改称。
- 1883年（明治16年）8月 - 西岬学校を合併、公立三崎学校に改称。
- 1887年（明治20年）3月 - 六合学校を合併、六合分教場にする。宝蔵学校に改称。
- 1897年（明治30年）1月 - 尋常高等三崎小学校に改称。
- 1911年（明治44年）4月 - 城ヶ島学校、小網代学校を合併、分教場にする。
- 1923年（大正12年）4月 - 三崎尋常高等小学校に改称。
- 1941年（昭和16年）4月1日 - 国民学校令により、三崎町国民学校に改称。
- 1947年（昭和22年）4月1日 - 学制改革により、三崎町立三崎小学校に改称。
- 1955年（昭和30年）
  - 1月1日 - 三崎町が南下浦町、初声村と合併し、三浦市になる。三浦市立三崎第一小学校に改称。
  - 4月1日 - 小網代分教場が、この日開校した三崎第二小学校の所属となる。
- 1958年（昭和33年）4月1日 - 現校名に改称。
- 1970年（昭和45年）4月1日 - 城ヶ島分校廃校。

## 学校教育目標
出典
1. 自分で考え 創造する子
2. 心 豊かな子
3. たくましく やりとげる子

## 通学区域
通学区域は以下の通りである。
- 三崎1～5丁目
- 白石町
- 海外町
- 尾上町
- 向ヶ崎町
- 天神町（17番、18番）
- 城山町（1～6番）
- 晴海町
- 三崎町城ヶ島
- 東岡町

## 旧城ヶ島分校

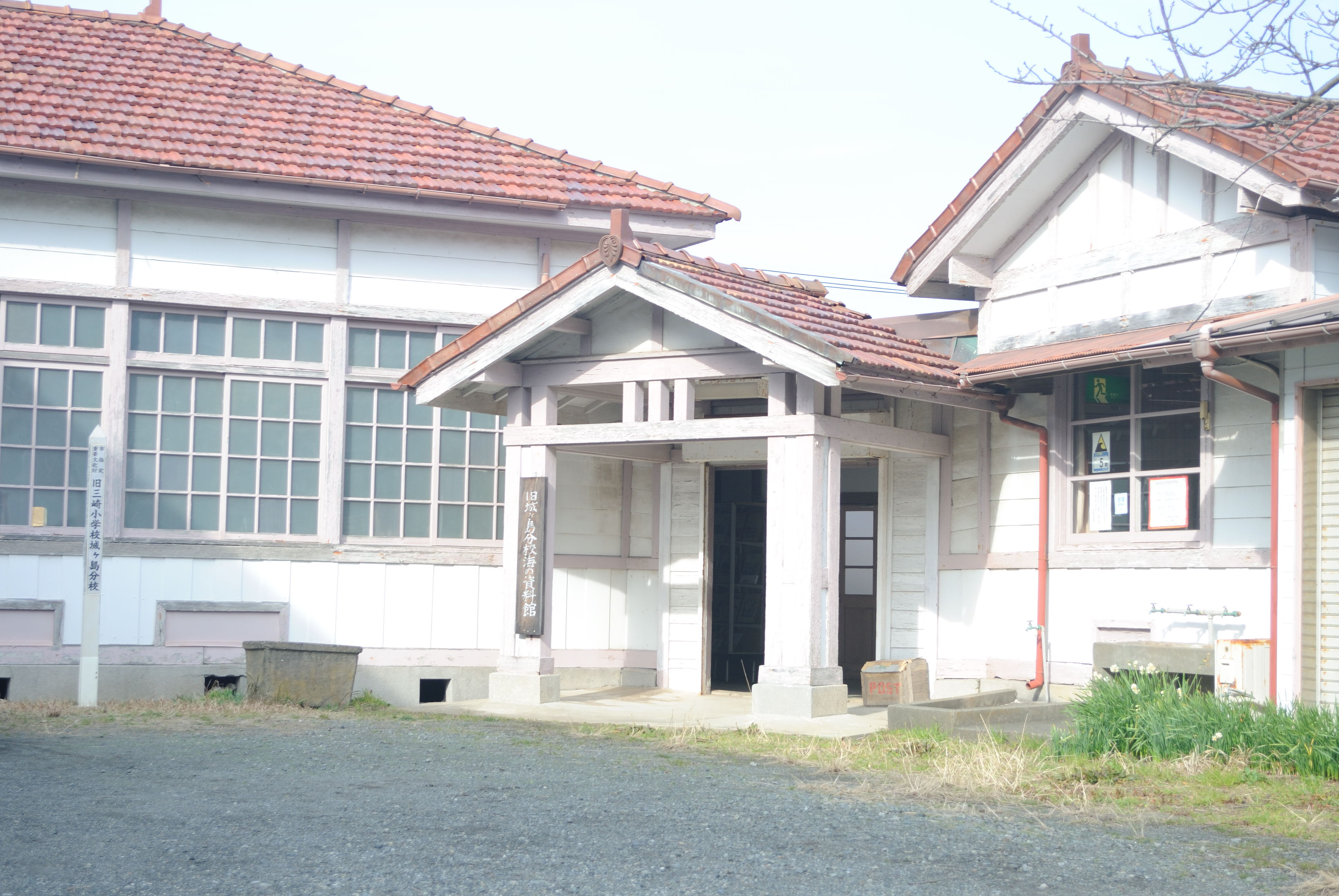
旧城ヶ島分校
現在は海の資料館となっている

1970年に廃校となった城ヶ島分校は、公民館になり、校舎が1987年1月30日に市指定文化財に指定された。現在は海の資料館となっている。
海の資料館には県指定の有形民俗文化財、城ヶ島漁撈用具コレクション（1982年2月9日指定）が所蔵されている。

### 所在地
神奈川県三浦市三崎町城ヶ島411
北緯35度8分7秒 東経139度37分7.8秒 / 北緯35.13528度 東経139.618833度

### 交通
- 京浜急行バス 城ヶ島漁港前バス停より徒歩

## 進学先中学校
三浦市立三崎中学校

## 交通
- 京浜急行バス 三崎東岡バス停より徒歩

## 著名な出身者
- 三浦洸一（歌手）